# 10. ročník předávání cen Amerického filmového institutu
10. ročník předávání cen Amerického filmového institutu ocenil nejlepších deset filmů a deset filmových programů.

## Nejlepší filmy
- Koralína a svět za tajnými dveřmi
- Pařba ve Vegas
- Smrt čeká všude
- The Messenger
- Seriózní muž
- Single Man
- Sugar
- Precious
- Vzhůru do oblak
- Lítám v tom

## Nejlepší televizní programy
- Studio 30 Rock
- Ve znamení raka
- Impérium – Mafie v Atlantic City
- Perníkový táta
- Glee
- Šílenci z Manhattanu
- The Pacific
- Temple Gradinová
- Taková moderní rodinka
- Živí mrtví